# Eumilionia
Eumilionia là một chi bướm đêm thuộc họ Geometridae.